# DOS/360

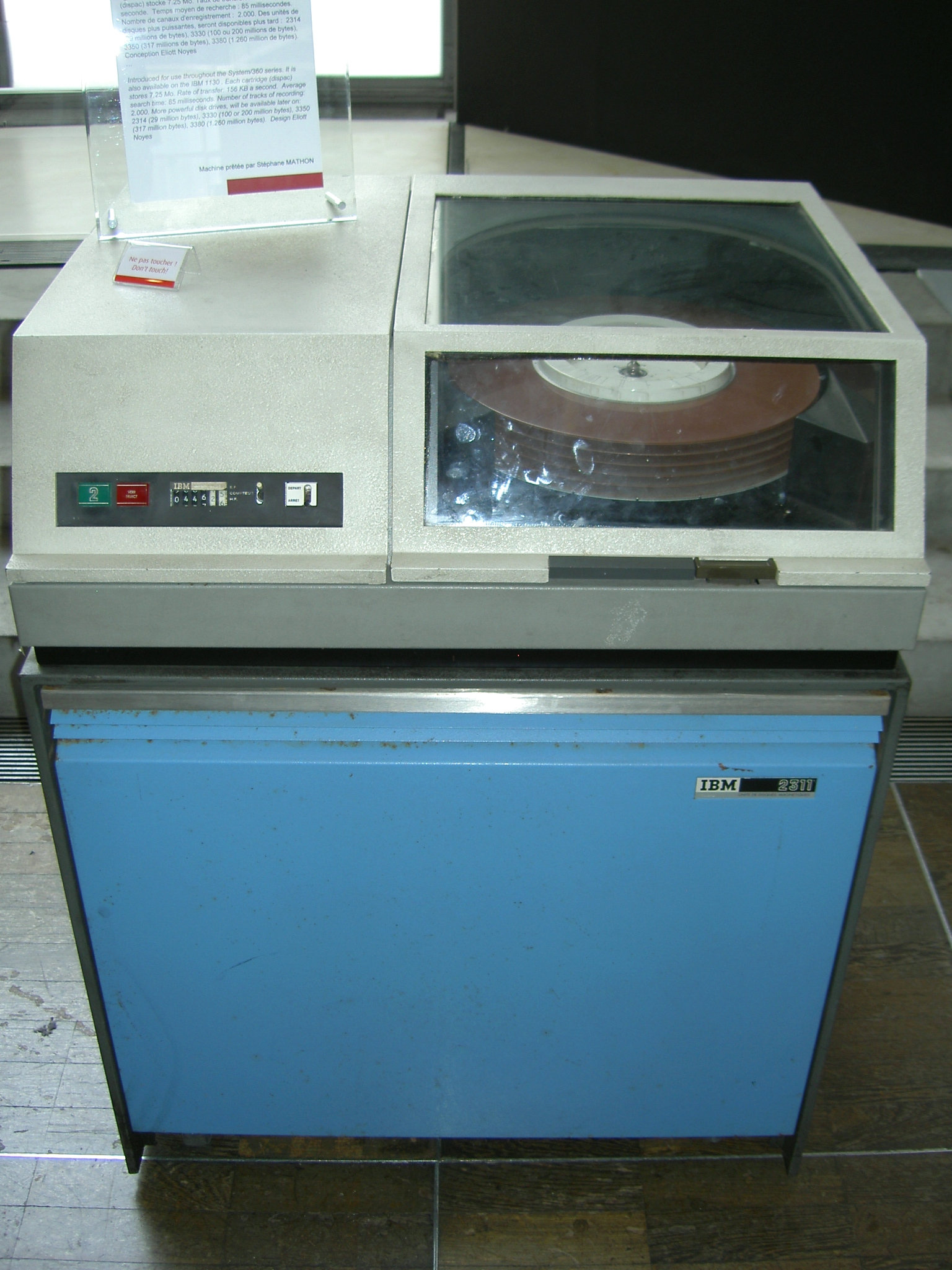
IBM 2311 디스크 드라이브.

디스크 운영 체제/360(Disk Operating System/360, DOS/360) 또는 간단히 도스(DOS)는 IBM 메인프레임의 개발이 중단된 운영 체제이다. 1964년 마지막 날에 IBM에 의해 발표되었으며 1966년 6월 처음 배포되었다. 당시 DOS/360은 세계에서 가장 널리 쓰이는 운영 체제였다.

## 도스 버전

### TOS/360
TOS/360(Tape Operating System/360, 당시에는 DOS로 불리지 않음)는 시스템/360을 위한 IBM 운영 체제였으며, IBM 360 모델 30 및 유사 플랫폼을 지원하기 위해 1965년 즈음 사용되었다.
TOS의 이름 중 테이프(Tape)에서 알 수 있듯이 테이프 드라이브가 필요하였다. IBM의 DOS/360의 코드 기반 중 대부분과 일부 매뉴얼들을 공유하였다.
TOS는 14개의 릴리스를 내놓다가 개발이 중단되었으며 당시 IBM 2311과 IBM 2314 등의 디스크들이 시스템/360 시절 가격이 더 알맞았던 반면 IBM 7090에서는 매우 값이 비쌌다.

### DOS/360
DOS/360은 대부분의 소형/중형 S/360을 위한 주 운영 체제였다.

### DOS/VS
DOS/VS는 1972년에 출시되었다. 최초의 DOS/VS 릴리스의 번호는 "릴리스 28"이었으며 DOS/360으로부터의 점진적 업그레이드를 암시한다. 새로운 시스템/370 시리즈 하드웨어를 지원하기 위해 가상 메모리를 추가했다. 고정 페이지 테이블을 사용하여 병합된 모든 파티션에 대해 최대 16메가바이트의 단일 주소 공간을 매핑하였다.
DOS/VS는 파티션 수를 3개(Background, Foreground 1 and Foreground 2)에서 5개(BG, F1~F4)로 증가시켰으며 시스템 단위의 15개 하위 태스크들을 허용하였다.:pp.24–28
DOS/VSE가 z/VSE를 통해 DOS/VS의 뒤를 잇게 된다.

### DOS/VSE
DOS/VSE는 1979년 DOS/VS의 확장판으로 도입되었으며 새로운 4300 프로세서를 지원한다.
4300 시스템들은 ECPS:VSE라는 이름의 기능이 포함되었으며 프로세서와 입출력 채널들을 위해 싱글 레벨 스토리지를 제공하였다. DOS/VSE는 ECPS:VSE 지원을 제공하긴 했으나 이 기능이 없어도 시스템/370에서 구동이 가능하였다. VSE는 DOS의 마지막 무료 버전이었다.

### SSX/VSE
SSX/VSE ("Small System Executive")는 운영 체제 및 가장 대중적인 제품들을 포함하고 있는, 미리 생성된 시스템을 제공함으로써 VSE의 설치 및 구매를 단순화하기 위한 IBM의 시도였다. SSX는 1982년에 출시되었으며 나중에 VSE/SP로 대체되었다.

### VSE/SP
1986년에 IBM은 9370 프로세서의 발표와 함께 VSE/SP ("System Product")를 출시하였다. VSE/SP는 SSX/VSE를 대체하였으며 VSE/AF, ACF/VTAM, CICS, POWER/VS 등 가장 대중적인 VSE 프로그램 제품들과 함께 VSE를 번들링하였다. VSE/SP는 XA(32비트) 버전을 제공해달라는 고객의 요청에도 불구하고 24비트 주소만을 지원했다.

### VSE/ESA
VSE/ESA는 32비트 DOS/VSE 버전으로, 1990년에 최대 384 MB의 리얼 스토리지를 지원할 목적으로 출시되었다. 최대 12개의 정적 파티션들을 제공하였으며 VSE/POWER와 ACF/VTAM이 프라이빗(private) 주소 공간에서 실행될 수 있게 하였다. 동적 파티션(dynamic partitions)이라는 이름의 새로운 기능이 도입됨으로써 최대 150개의 동시 잡을 허용하였으며 각각 자신만의 주소 공간에 위치하였다. 버전 1은 ESA나 370 모드로 실행할 수 있었으며 ESA 모드를 사용하면 제한이 있는 XA 하드웨어를 지원하였다. 버전 2의 경우 ESA 하드웨어와 함께 ESA 모드를 지원하였다.

### z/VSE
IBM은 2005년에 z/VSE 3.1을 출시했다. 이름의 변화는 IBM 메인프레임의 제품 계열을 위한 새로운 "시스템 z" 브랜드를 반영한 것이지만 과거의 VSE/ESA 2.7의 아키텍처에서 근본적인 변화를 보여주지는 않았다. 특히 새로운 64비트 z/아키텍처를 지원하지 않았고 64비트 지원 머신에서도 31비트 모드에서만 구동이 가능했다. 2007년에 출시된 z/VSE 4.1은 64비트 리얼 어드레싱, 최대 8GB의 메모리를 지원하였다. 그러나 수퍼바이저의 일부가 64비트 모드에서 구동되지만 문제 상태 애플리케이션(problem state application)들에는 단지 31비트 가상 주소 공간을 제공한다. 2011년 기준으로 z/VSE를 사용하는 사이트의 수는 약 4,000곳으로 추산되었다.